# Becsapódási kráterek listája
A becsapódási kráterek a Földön mintegy fél évszázad alatt váltak ismertté. Valamennyire az űrkutatási verseny egyik hasznos melléktermékének is tekinthető az, hogy megismertük Földünk előkorát, azt a korai becsapódásokkal szaggatott időszakot, amire leginkább a hold felszíne emlékeztet.

## A legismertebb becsapódási kráterek
| Név                     | Hely                                             | Átmérő     | Kor (millió év)  | Koordináták                                                             |
| ----------------------- | ------------------------------------------------ | ---------- | ---------------- | ----------------------------------------------------------------------- |
| Siva                    | Indiai-óceán                                     | 600×400 km | 66               | é. sz. 18° 40′, k. h. 70° 14′18.666667°N 70.233333°ESiva                |
| Silverpit               | tengeralatti, Egyesült Királyság                 | 3–10 km    | 74–45            | é. sz. 54° 14′, k. h. 1° 51′54.233333°N 1.850000°ESilverpit             |
| Vredefort               | Free State, Dél-afrikai Köztársaság              | 300 km     | 2020             | d. sz. 27° 00′, k. h. 27° 30′27.000000°S 27.500000°EVredefort           |
| Sudbury                 | Ontario, Kanada                                  | 250 km     | 1850             | é. sz. 46° 36′, ny. h. 81° 11′46.600000°N 81.183333°WSudbury            |
| Chicxulub               | Yucatán, Mexikó                                  | 170 km     | 66               | é. sz. 21° 20′, ny. h. 89° 30′21.333333°N 89.500000°WChicxulub          |
| Popigaj                 | Szibéria, Oroszország                            | 100 km     | 35,7             | é. sz. 71° 39′, k. h. 111° 11′71.650000°N 111.183333°EPopigai           |
| Manicouagan             | Québec, Kanada                                   | 100 km     | 214              | é. sz. 51° 23′, ny. h. 68° 42′51.383333°N 68.700000°WManicouagan        |
| Acraman                 | Dél-Ausztrália, Ausztrália                       | 90 km      | 590              | d. sz. 32° 01′, k. h. 135° 27′32.016667°S 135.450000°EAcraman           |
| Chesapeake Bay          | Virginia, Amerikai Egyesült Államok              | 90 km      | 35,5             | é. sz. 37° 17′, ny. h. 76° 01′37.283333°N 76.016667°WChesapeake Bay     |
| Puchezh-Katunki         | Nyizsnyij Novgorod-i terület, Oroszország        | 80 km      | 167              | é. sz. 56° 58′, k. h. 43° 43′56.966667°N 43.716667°EPuchezh-Katunki     |
| Morokweng               | Kalahári-sivatag, Dél-afrikai Köztársaság        | 70 km      | 145              | d. sz. 26° 28′, k. h. 23° 32′26.466667°S 23.533333°EMorokweng           |
| Kara                    | Nyenyecföld, Oroszország                         | 65 km      | 70               | é. sz. 69° 06′, k. h. 64° 09′69.100000°N 64.150000°EKara                |
| Beaverhead              | Idaho and Montana, Amerikai Egyesült Államok     | 60 km      | 600              | é. sz. 44° 15′, ny. h. 114° 00′44.250000°N 114.000000°WBeaverhead       |
| Woodleigh               | Nyugat-Ausztrália, Ausztrália                    | 60–120 km  | 364              | d. sz. 26° 03′, k. h. 114° 40′26.050000°S 114.666667°EWoodleigh         |
| Tookoonooka             | Queensland, Ausztrália                           | 55 km      | 128              | d. sz. 27° 07′, k. h. 142° 50′27.116667°S 142.833333°ETookoonooka       |
| Charlevoix              | Québec, Kanada                                   | 54 km      | 342              | é. sz. 47° 32′, ny. h. 70° 18′47.533333°N 70.300000°WCharlevoix         |
| Siljan                  | Dalarna, Svédország                              | 52 km      | 377              | é. sz. 61° 02′, k. h. 14° 52′61.033333°N 14.866667°ESiljan              |
| Kara-Kul                | Pamir, Tádzsikisztán                             | 52 km      | 5                | é. sz. 39° 01′, k. h. 73° 27′39.016667°N 73.450000°EKara-Kul            |
| Montagnais              | Új-Skócia, Kanada                                | 45 km      | 50               | é. sz. 42° 53′, ny. h. 64° 13′42.883333°N 64.216667°WMontagnais         |
| Araguainha              | Közép-Brazília                                   | 40 km      | 244              | d. sz. 16° 47′, ny. h. 52° 59′16.783333°S 52.983333°WAraguainha         |
| Mjölnir-kráter          | Barents-tenger, Norvégia                         | 40 km      | 142              | é. sz. 73° 48′, k. h. 29° 40′73.800000°N 29.666667°EMjølnir             |
| Saint Martin            | Manitoba, Kanada                                 | 40 km      | 220              | é. sz. 51° 47′, ny. h. 98° 32′51.783333°N 98.533333°WSaint Martin       |
| Carswell                | Saskatchewan, Kanada                             | 39 km      | 115              | é. sz. 58° 27′, ny. h. 109° 30′58.450000°N 109.500000°WCarswell         |
| Clearwater West         | Québec, Kanada                                   | 36 km      | 290              | é. sz. 56° 13′, ny. h. 74° 30′56.216667°N 74.500000°WClearwater West    |
| Manson                  | Iowa, Amerikai Egyesült Államok                  | 35 km      | 73,8             | é. sz. 42° 35′, ny. h. 94° 33′42.583333°N 94.550000°WManson             |
| Yarrabubba              | Nyugat-Ausztrália, Ausztrália                    | 30 km      | 2229             | d. sz. 27° 10′, k. h. 118° 50′27.166667°S 118.833333°EYarrabubba        |
| Slate-sziget            | Ontario, Kanada                                  | 30 km      | 450              | é. sz. 48° 40′, ny. h. 87° 00′48.666667°N 87.000000°WSlate Islands      |
| Shoemaker               | Nyugat-Ausztrália, Ausztrália                    | 30 km      | 1630             | d. sz. 25° 52′, k. h. 120° 53′25.866667°S 120.883333°EShoemaker         |
| Keurusselkä             | Nyugat-Finnország tartomány, Finnország          | 30 km      | 1800             | é. sz. 62° 08′, k. h. 24° 36′62.133333°N 24.600000°EKeurusselkä         |
| Mistastin               | Új-Fundland és Labrador, Kanada                  | 28 km      | 36               | é. sz. 55° 53′, ny. h. 63° 18′55.883333°N 63.300000°WMistastin          |
| Clearwater East         | Québec, Kanada                                   | 26 km      | 290              | é. sz. 56° 04′, ny. h. 74° 06′56.066667°N 74.100000°WClearwater East    |
| Nördlingen, Ries-kráter | Bajorország, Németország                         | 25 km      | 14,8             | é. sz. 48° 53′, k. h. 10° 34′48.883333°N 10.566667°ENördlinger Ries     |
| Amelia Creek            | Északi terület, Ausztrália                       | 20 km      | 1660–600         | d. sz. 20° 55′, k. h. 134° 50′20.916667°S 134.833333°EAmelia Creek      |
| Glikson                 | Nyugat-Ausztrália, Ausztrália                    | ~19 km     | < 508            | d. sz. 23° 59′, k. h. 121° 34′23.983333°S 121.566667°EGlikson           |
| Sierra Madera           | Texas, Amerikai Egyesült Államok                 | 13 km      | < 100            | é. sz. 30° 36′, ny. h. 102° 55′30.600000°N 102.916667°WSierra Madera    |
| Bigacs                  | Kazahsztán                                       | 8 km       | 5 ± 3            | é. sz. 48° 30′, k. h. 82° 00′48.500000°N 82.000000°EBigach              |
| Middlesboro             | Middlesboro, Kentucky, Amerikai Egyesült Államok | ~6 km      | < 300            | é. sz. 36° 37′, ny. h. 83° 44′36.616667°N 83.733333°WMiddlesboro        |
| Gardnos                 | Nesbyen, Norvégia                                | 5 km       | 650              | é. sz. 60° 39′, k. h. 9° 00′60.650000°N 9.000000°EGardnos               |
| Steinheim               | Baden-Württemberg, Németország                   | 3,8 km     | 15               | é. sz. 48° 41′, k. h. 10° 04′48.683333°N 10.066667°ESteinheim           |
| Pingualuit              | Québec, Kanada                                   | 3,44 km    | 1,4              | é. sz. 61° 16′ 30″, ny. h. 73° 39′ 37″61.275000°N 73.660278°WPingualuit |
| West Hawk               | Manitoba, Kanada                                 | 2,44 km    | 351              | é. sz. 49° 46′, ny. h. 95° 11′49.766667°N 95.183333°WWest Hawk          |
| Lonar                   | Buldhana district, India                         | 1,83 km    | 0,052            | é. sz. 19° 58′, k. h. 76° 31′19.966667°N 76.516667°ELonar               |
| Santa Fe                | Új-Mexikó, Amerikai Egyesült Államok             | >1,6 km    | 1400-1600        | é. sz. 35° 45′, ny. h. 105° 56′35.750000°N 105.933333°WSanta Fe         |
| Barringer               | Arizona, Amerikai Egyesült Államok               | 1,2 km     | 0,049            | é. sz. 35° 02′, ny. h. 111° 01′35.033333°N 111.016667°WBarringer        |
| Wolfe Creek             | Nyugat-Ausztrália, Ausztrália                    | 0,875 km   | 0,300            | d. sz. 19° 10′, k. h. 127° 47′19.166667°S 127.783333°EWolfe Creek       |
| Odessa                  | Texas, Amerikai Egyesült Államok                 | 0,168 km   | 0,050            | é. sz. 31° 45′ 22″, ny. h. 102° 28′ 44″31.756111°N 102.478889°WOdessa   |
| Kaali                   | Saaremaa, Észtország                             | 0,110 km   | 0,0026 ± 200 yrs | é. sz. 58° 24′, k. h. 22° 40′58.400000°N 22.666667°EKaali               |

## Fordítás
- Ez a szócikk részben vagy egészben  a   List of impact craters on Earth című angol Wikipédia-szócikk fordításán alapul.  Az eredeti cikk szerkesztőit annak laptörténete sorolja fel. Ez a jelzés csupán a megfogalmazás eredetét és a szerzői jogokat jelzi, nem szolgál a cikkben szereplő információk forrásmegjelöléseként.